# Anoripoda nasalis
Anoripoda nasalis är en kvalsterart som beskrevs av Sellnick 1959. Anoripoda nasalis ingår i släktet Anoripoda och familjen Oripodidae. Inga underarter finns listade i Catalogue of Life.